# 連江縣議會第一屆議員列表
第一屆連江縣議員列表，名列連江縣議會的第一屆議員名單，任期1994年到1998年。

## 歷史
1992年，中華民國福建省政府頒布《福建省金門縣連江縣實施地方自治綱要》及《福建省連江縣議會組織規程》，辦理第一屆議會議員選舉，並設置連江縣議會。1994年1月29日進行投票。同年3月1日，除第四選區陳杭輝議員之外進行宣誓就職。當時議會借用介壽村社教館為議事廳及辦公處所，直至1996年11月7日議會建築完工落成，遷往現址。

## 政黨席次
| 政黨 | 當選席次 | 備注 |
| ---- | -------- | ---- |
|      | ?席      |      |
|      | ?席      |      |

## 選區

### 第一選區
| 選區     | 政黨   | 姓名   | 備註 |
| -------- | ------ | ------ | ---- |
| 第一選區 |        | 李金梅 |      |
| 第一選區 | 曹以雄 |        |      |
| 第一選區 |        | 陳振清 | 議長 |
| 第一選區 | 陳書建 |        |      |
| 第一選區 | 葉世福 |        |      |

### 第二選區
| 選區     | 政黨   | 姓名   | 備註 |
| -------- | ------ | ------ | ---- |
| 第二選區 |        | 陳功漢 |      |
| 第二選區 | 陳貴忠 |        |      |

### 第三選區
| 選區     | 政黨 | 姓名   | 備註   |
| -------- | ---- | ------ | ------ |
| 第三選區 |      | 陳寶官 | 副議長 |

### 第四選區
| 選區     | 政黨 | 姓名   | 備註 |
| -------- | ---- | ------ | ---- |
| 第四選區 |      | 陳杭輝 |      |

## 外部連結
- 中華民國行政院中央選舉委員會 （页面存档备份，存于）
- 中央選舉委員會 - 選舉資料庫
- 連江縣議會全球資訊 （页面存档备份，存于）

| 前任： 無 | 連江縣議會 第一屆縣議員列表 | 繼任： 第二屆連江縣議員列表 |